# Klebsiella granulomatis
Klebsiella granulomatis, známá též jako Calymmatobacterium granulomatis, je gramnegativní bakterie tyčkovitého tvaru z rodu Klebsiella, která je původcem sexuálně přenosné nemoci granuloma inguinale, známé též pod názvem dovanóza.